# Na Onda da Jacky
Na Onda da Jacky, é quarto álbum da apresentadora Jackeline Petkovic. Foi lançado em Outubro de 2002 pela gravadora Sun Records. O álbum consiste de uma série de regravações de canções dos anos 60.Neste CD a cantora regrava três músicas de Roberto Carlos: Splish Splash, Pega Ladrão e Broto no jacaré. O lançamento desse CD na TV foi no programa da Hebe especial de Dia das Crianças em 07 de Outubro de 2002. Jacky chegou á se apresentar nos programas de: "Hebe", "A Tarde é Show", "Boa Noite Brasil" entre outros, aonde Jacky cantou a música "Hey Baby", que é uma das faixas desse CD voltadas para o público jovem e adulto juntamente á "Mexe Remexe".

## Recepção

### Críticas
O álbum foi bem recebido pela crítica especializada, o jornal Tribuna Paraná disse que Para as temáticas ingênuas de antanho, a cantora confere uma roupagem dançante para a criançada. afirmando ainda que foi Criativa na sua parceria com Betho Ieesus, Jack também resgata brincadeiras de roda que se integram ao trabalho pela vertente rítmica, e as inéditas Tumbalacatumba e o Rap da Paz refletem a preocupação de todos com a violência urbana e banalização da vida. Delícia Gelada também foi elogiada pelos críticos do jornal que afirmaram que Na Onda da Jacky traz a descontração gostosa do verão em Delícia Gelada composta por Paulo Massadas especialmente para Jacky. Nesse mesmo ritmo seguem Mexe Remexe e Hey Baby e dão o toque de qualquer festa. As músicas infantis não ficaram de fora e estão bem representadas pelas faixas O Jipe do Padre e Minha Boneca de Lata.

## Faixas
| #   | Título                   | Compositores                                      | Duração |
| --- | ------------------------ | ------------------------------------------------- | ------- |
| 1.  | "Energia D+! (abertura)" | Betho Ieesus                                      | 0:44    |
| 2.  | "Banho de Lua"           | F. Migliacci; B. de Filippi; Versão: Fred Jorge   | 3:35    |
| 3.  | "Tumbalacatumba"         | Domínio Público                                   | 4:40    |
| 4.  | "Splish Splash"          | bobby Darin: Jean Murray – Versão: Erásmo Carlos  | 3:29    |
| 5.  | "Direita-Esquerda"       | Sarah, Tati, Grace                                | 3:33    |
| 6.  | "Pega Ladrão"            | Getúlio Cortez                                    | 3:57    |
| 7.  | "Delícia Gelada"         | Paulo Massadas                                    | 3:39    |
| 8.  | "Hey Baby"               | Margareth Cobb, Bruce Channel - Versão: Demétrius | 3:35    |
| 9.  | "O Jeep do Padre"        | Domínio Público                                   | 3:29    |
| 10. | "Broto no Jacaré"        | Roberto Carlos, Erasmo Carlos                     | 3:19    |
| 11. | "Boneca de Lata"         | Matheus, Marcos                                   | 3:25    |
| 12. | "Mexe Remexe"            | Rita Marques, Rick Leon                           | 3:25    |
| 13. | "Rap da Paz"             | Betho Ieesos                                      | 4:05    |
| 14. | "Parabéns"               | Betho Ieesus                                      | 3:14    |